# Сулейман, Мишель
Генерал Мишель Сулейман, также встречается французский вариант Слейман, фр. Michel Sleiman, араб. ميشال سليمان‎ (род. 21 ноября 1948, Амшит, Ливан) — ливанский государственный и военный деятель, президент Ливана с 25 мая 2008 по 25 мая 2014 года.

## Биография

### Образование
В 1980 году окончил Ливанский университет с дипломом лиценциата политических и административных наук.
Проходил военную подготовку в Бельгии (1971 год), во Франции (1981 год) и в США (1995 год).
Говорит на арабском, английском и французском языках.

### Военная карьера
В 1970 году он окончил военную академию в звании 2-го лейтенанта.
В начале 1990-х годов Сулейман командовал пехотной бригадой, которая участвовала в ожесточённых военных столкновениях с израильской армией в Южном Ливане. С 1998 года, после избрания на президентский пост Эмиля Лахуда, занимал должность главнокомандующего ливанской армией.

### На посту Президента Ливана
С 25 мая 2008 года президент Ливана. Избран парламентом как единственный кандидат, набрав более 90 %, по соглашению между крупнейшими политическими партиями Ливана, разрешившему политический кризис, начавшемуся после завершения президентских полномочий Эмиля Лахуда 23 ноября 2007 года.

## Награды

### Награды Ливана
- Орден «За заслуги» особого класса (2008 год)
- Орден «За заслуги» 1 класса (1998 год)
- Орден «За заслуги» 2 класса (1993 год)
- Орден «За заслуги» 3 класса (1985 год)
- Большая лента Национального ордена Кедра (1999 год)
- Кавалер Национального ордена Кедра (1993 год)
- Медаль войны (1992 год)
- Медаль Национального единства (1993 год)
- Медаль Южного рассвета (1993 год)
- Бронзовая медаль «За военные заслуги» (1994 год)
- Медаль национальной безопасности (2001 год)
- Медаль государственной безопасности (2001 год)
- Медаль общей безопасности (2001 год)
- Военная медаль (2003 год)

### Иностранные награды
- Цепь ордена Короля Абдель Азиза (Саудовская Аравия, 2008 год)
- Большой крест на цепи ордена «За заслуги перед Итальянской Республикой» (Италия, 2008 год)
- Цепь ордена Мубарака Великого (Кувейт, 2009 год)
- Цепь ордена Khalifite (Бахрейн, 2009 год)
- Цепь ордена Заида (ОАЭ, 2009 год)
- Цепь Военного ордена Омана (Оман, 2009 год)
- Большой крест ордена Почётного легиона (Франция, 2009 год)
- Цепь ордена Звезды Румынии (Румыния, 2009 год)
- Цепь ордена Изабеллы Католички (Испания, 2009 год)
- Цепь ордена pro Merito Melitensi (Мальтийский орден, 2009 год)
- Большая цепь ордена Макариоса III (Кипр, 2010 год)
- Большая цепь ордена Южного Креста (Бразилия, 2010 год)
- Большой крест ордена «За заслуги» (Сирия, 2006 год)
- Орден князя Ярослава Мудрого IV степени (Украина, 2002 год)
- Орден Почёта (Армения, 6 декабря 2011 года) — за деятельность, направленную на укрепление армяно-ливанских дружественных отношений и углубление сотрудничества между Арменией и Ливаном[3]
- Медаль «За укрепление боевого содружества» (Министерство обороны России, 2007 год)
- другие медали

### Почётные учёные степени
- Почётный доктор Московского государственного института международных отношений (Университета) МИД России (Россия, 2010 год)

## Семья
Жена — Вафаа Сулейман.
Супруги имеют троих детей:
- Рита — врач-дантист, замужем за инженером Виссамом Баруди, имеют троих детей.
- Лара — инженер-архитектор, замужем за инженером Набилем Наватом, имеют одного ребёнка.
- Шарбель, студент-медик.